# 알렉스 카터
앨릭스 카터(Alex Carter, 1964년 11월 12일 ~ )는 캐나다의 배우이다.
토론토에서 태어났다.

## 출연 작품
- 돈 슬립 (2017년)
- 하우스 오브 베르사체 (2013년)
- 미싱 앳 17 (2013년) - 커트 역
- 머메이드 체어 (2006년)
- 포인트 플레전트 (2005년)
- 아일랜드 (2005년)
- 희망과 신념 (2003년)
- 아웃 오브 타임 (2003년) - 캐봇 역
- 결혼의 족쇄 (2001년)
- 레이건 저격 사건 (2001년)
- 쇼킹 패밀리 (1999년)
- 할리퀸 - 그녀의 알리바이 (1998년)
- 타임 투 세이 굿바이? (1997년)
- 문샤인 하이웨이 (1996년)
- 허 데스퍼레이트 초이스 (1996년)
- 사랑의 승리 (1996, What Kind of Mother Are You?)
- 하워드 쇼 (1996년)
- 미스테리 특급 2 (1996년)
- 다락방의 정사 (1995년)
- 여형사 보디가드 (1993년)

### 텔레비전
- CSI: 과학수사대 (2003-13) - 바탠 역
- 샤크 (2007)
- 번 노티스 (2007-12)